# KYO
KYO — це французький рок-гурт, утворений в 1994 році, шкільними друзями у місті Верней-сюр-Сен.

## Колишні учасники
- Бенуа Пое (Benoît Poher) - вокал, бас-гітара.
- Флоріан Дюбо (Florian Dubos) - гітара, бек-вокал.
- Ніколя Шассань (Nicolas Chassagne) - гітара.
- Фабє'н Дюбо (Fabien Dubos) - барабани.

## Дискографія
- 2000 : Kyo
- 2003 : Le Chemin
- 2004 : 300 lésions
- 2007 : Best of